# Jérémie Duchier
Jérémie Duchier, Künstlername auch Jérémie D. Lignol, ist ein französischer Szenenbildner.

## Leben
Duchiers Familie stammt aus Saint-Sulpice-le-Dunois, wo sein Urgroßvater Emile Duchier von 1904 bis 1935 Bürgermeister war. Duchier war bereits als Kind vom Malen und Zeichnen begeistert. Er studierte bis 1999 an der École nationale supérieure des arts décoratifs in Paris und beschäftigte sich neben der Raumausstattung auch mit dem Bereich Skulptur.
Nach Ende seines Studiums war er als Dekorateur am Theater tätig und kam Anfang der 2000er-Jahre zum Film. Sein erster Film wurde das 2002 veröffentlichte Liebesdrama Küss mich, wenn du willst von Michel Blanc, bei dem er für die Requisiten zuständig war. Für Michael Hanekes Film Caché arbeitete er als Set Dresser. In Cédric Angers Der Killer wirkte Duchier erstmals als Szenenbildner bei einem Langfilm. Für Roschdy Zems Bodybuilder wählte er als Szenenbildner erstmals das Pseudonym Jérémie D. Lignol. „Lignol“ ist der Nachname seiner Mutter, die als letzte ihrer Familie den Nachnamen trägt und ihn nicht an Nachfahren weitergibt. Seinen Durchbruch erlebte Duchier mit dem 2016 veröffentlichten Film Monsieur Chocolat von Roschdy Zem, für den er 2017 mit dem César in der Kategorie Bestes Szenenbild ausgezeichnet wurde.

## Filmografie
- 2002: Küss mich, wenn du willst (Embrassez qui vous voudrez)
- 2005: Caché
- 2007: Der Killer (Le tueur)
- 2008: Le crime est notre affaire
- 2010: Liebe und Intrigen (Crime d’amour)
- 2013: 16 ans ou presque
- 2014: Bodybuilder
- 2016: Monsieur Chocolat (Chocolat)
- 2018: Liebe bringt alles ins Rollen (Tout le monde debout)
- 2019: Beaux-parents
- 2019: Parfum des Lebens (Les parfums)
- 2020: La pièce rapportée